# 전국은행연합회
전국은행연합회(全國銀行聯合會, Korea Federation of Banks, KFB, 약칭 은행연)는 은행업무 전반에 걸친 상호협의와 조정, 정책건의를 통해 은행권 공동의 현안과제를 효율적으로 풀어나가기 위하여 설립된 법인이다. 총회에서 선출되는 회장직은 임기 3년으로 연임할 수 있다.

## 연혁
- 1928년 11월 1일 사단법인 경성은행집회소 설립
- 1948년 11월 1일 사단법인 서울은행집회소로 개칭
- 1975년 4월 1일 대한금융단 연수원(1975. 5. 1. 설립) 및 금융기관전자계산본부(1960.10.1. 설립) 흡수 후 사단법인 서울은행협회로 개편
- 1975년 10월 1일 서울은행협회 연산부를 사단법인 금융기관 전자계산소로 분리.독립
- 1975년 11월 1일 각 지방의 은행집회소를 지부로 흡수, 사단법인 전국은행협회로 확대.개편
- 1976년 2월 20일 금융인 새마을연수원 설치
- 1976년 6월 5일 전국은행협회 연수부와 금융인 새마을연수원 통합, 사단법인 한국금융연수원으로 분리.독립
- 1981년 1월 1일 전국지방은행협회(1973. 9. 5. 설립) 흡수
- 1984년 5월 9일 전국은행연합회로 개편
- 1986년 6월 2일 전국어음교환관리소 신용정보관리부 인수
- 1991년 4월 9일 전국은행연합회 금융경제연구소를 사단법인 한국금융연구원으로 분리.독립
- 1995년 7월 6일 신용정보 이용 및 보호에 관한 법률에 의거 '신용정보집중기관'으로 지정
- 1996년 12월 27일 전국은행연합회 회관 준공
- 1997년 7월 31일 신용정보 이용 및 보호에 관한 법률 개정에 의거 '종합신용정보집중기관'으로 등록
- 1999년 2월 1일 전직금융인재취업센터 설립
- 2000년 6월 1일 은행이용상담실 설치
- 2001년 12월 1일 금융신상품심의위원회 사무국 설치
- 2003년 5월 17일 금융기관 공동 임금단체협약 교섭 개시
- 2005년 1월 10일 「한국기업데이터(주)」지분 출자
- 2006년 2월 27일 은행사회공헌협의회 신설

## 주요 업무
- 사원은행 경영개선 및 현안과제 해결을 위한 대정부 정책제안
- 사원은행 현안사항 해결을 위한 공동연구 및 업무개발
- 사원은행 업무향상을 위한 각종 회의, 세미나, 설명회 개최
- 금융경제에 관한 조사, 연구자료 및 금융인을 위한 각종 간행물의 발간
- 금융기관 직원의 후생복지를 위한 시설의 설치 운영
- 금융인 상호간의 협의와 친목 도모를 위한 사업 또는 시설의 설치 운영
- 국내외 각종 경제단체와의 연락 및 협조
- 금융기관 대외홍보 및 공동이익을 위한 조치의 수립.실시
- 은행회관의 관리·운영

## 조직

### 의결 기구

#### 이사회

##### 협의회
- 시중은행협의회
- 특수은행협의회
- 지방은행협의회
- 은행사회공헌협의회

##### 전문위원회
- 수신전문위원회
- 여신전문위원회
- 외국환전문위원회
- 경리전문위원회
- 자금전문위원회
- 기획조사전문위원회
- 신탁전문위원회
- 증권수탁전문위원회
- 세무전문실무위원회
- 점포전문위원회
- 예산심의위원회
- 카드전문위원회
- 국제금융전문위원회
- 전자금융전문위원회
- 회계전문실무위원회
- 리스크관리전문위원회
- 방카슈랑스전문위원회
- 감사전문위원회
- 자금세탁방지전문위원회
- CSS전문위원회
- KORIBOR전문위원회
- 홍보전문위원회
- 법무전문위원회
- 파생상품전문위원회
- 집합투자증권전문위원회
- 운영리스크손실자료공유위원회(KOREC)
- 금융소비자보호전문위원회

### 집행 기구

#### 회장

##### 감사
- 감사실

##### 상무이사
- 기획조사부
- 총무부
- 홍보실

- 여신제도부
- 수신제도부
- 기획조사부(정책기획, 조사연구, 국제업무)

## 사원 은행

### 정사원
- 한국산업은행
- NH농협은행
- 신한은행
- 우리은행
- SC제일은행
- 하나은행
- 중소기업은행
- KB국민은행
- 한국씨티은행
- 한국수출입은행
- 수협은행
- 신용보증기금
- 경남은행
- 광주은행
- 대구은행
- 부산은행
- 전북은행
- 제주은행
- 기술보증기금
- 한국정책금융공사
- 한국주택금융공사
- 케이뱅크
- 카카오뱅크
- 토스뱅크

### 준사원
- JP모간체이스은행
- 미쓰비시UFJ은행
- 뱅크오브아메리카
- 미즈호은행
- 크레디아그리콜
- BNP파리바은행
- ING은행
- 호주뉴질랜드은행
- 도이치은행
- 유바프은행
- DBS은행
- 미쓰이스미토모은행
- 소시에테제네랄은행
- 대화은행
- 야마구찌은행
- 파키스탄국립은행
- 뉴욕멜론은행
- HSBC은행
- 중국은행
- 메트로은행
- 크레디트스위스은행
- 중국공상은행
- 멜라트은행
- 스테이트스트리트은행
- 중국건설은행
- 웰스파고은행
- 오버시차이니스은행
- 중국교통은행
- 모간스탠리은행
- 바덴뷔르템베르크주립은행
- 중국농업은행
- 스테이트뱅크오브인디아
- 중국광대은행
- 인도네시아느가라은행
- 노던트러스트컴퍼니

## 같이 보기
- 한국은행
- 한국금융연구원
- 한국금융연수원
- 국제금융연수원